# جون بيفرلي بولارد
جون بيفرلي بولارد (بالإنجليزية: John Beverly Pollard)‏ هو لاعب كرة قدم أمريكية أمريكي، ولد في 9 نوفمبر 1880 في Aylett, Virginia ‏ في الولايات المتحدة، وتوفي في 2 أكتوبر 1960 في أنابولس في الولايات المتحدة.